# Daniel Bell
Daniel Bell (10. května 1919 New York City – 25. ledna 2011 Cambridge (Massachusetts)) byl americký publicista a sociolog, profesor Harvardovy univerzity.

## Život
Daniel Bell se narodil jako D. Boltansky v rodině židovských přistěhovalců z Polska. Studoval na Columbia University v New Yorku a v letech 1940–1945 pracoval jako novinář. V letech 1945–1948 přednášel na Chicagské univerzitě a v letech 1948-1958 byl redaktorem časopisu Fortune. V letech 1959–1968 byl profesorem sociologie na Columbia University v New Yorku a od roku 1969 až do svého emeritování v roce 1990 na Harvardově univerzitě. V 60. a 70. letech byl členem různých poradních sborů amerických presidentů, získal řadu významných ocenění a čestných doktorátů. Times Litterary Supplement zařadil roku 2008 dvě jeho knihy mezi nejvlivnější díla od konce druhé světové války.

## Dílo
Bell na sebe upozornil roku 1960 knihou „Konec ideologie“ (The end of ideology), kde ukazoval, že velké ideologie 19. století se vyčerpaly a v bohatých průmyslových zemích se díky demokracii a participaci zaměstnanců na rozhodování oslabilo ostří konfliktů. To však není jen důvod k radosti: po ideologiích zbývá velké prázdno.
Roku 1973 předložil svoji teorii postindustriální společnosti, kterou charakterizuje posun těžiště od výroby ke službám, rostoucí význam informací a vědy, který způsobí také jiné sociální rozvrstvení společnosti. Bell se však nepřipojil k postmoderně, ale považoval tento vývoj za přirozené pokračování západní modernity.
Zároveň však kritizoval kapitalistickou společnost, protože její kultura vytváří u úspěšných potřebu nějaké „odměny“ (gratification), což podrývá pracovní morálku, která stála za úspěchy kapitalismu. Zatímco v puritánské morálce se s vinou člověk mohl vyrovnávat pokáním, moderní společnost může proti individuálním úzkostem nabízet jen psychoterapii. Bezpečné identity však může člověk podle Bella dosáhnout jen v rámci nějakého mravního řádu. Sám sebe charakterizoval jako „ekonomického socialistu, politického liberála a kulturního konzervativce“.